# 銀座四丁目路口

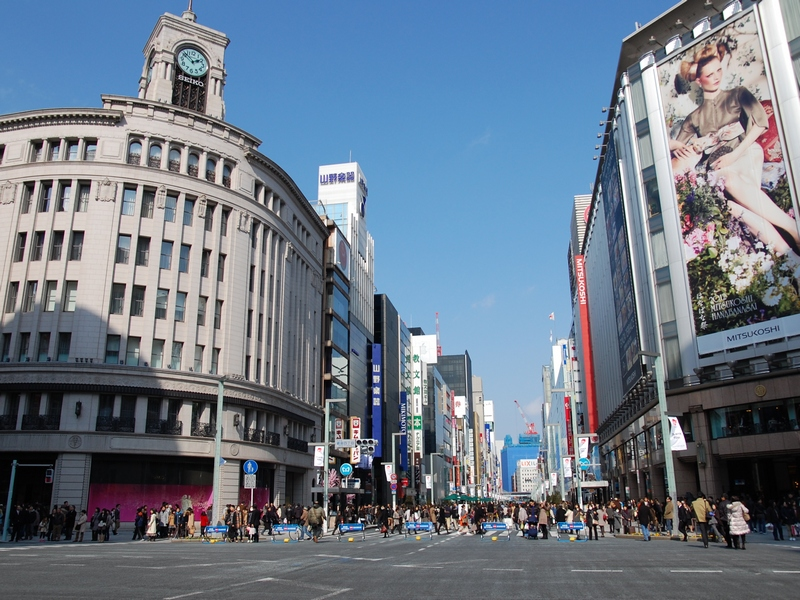
銀座四丁目路口。左側是和光百貨、右側是銀座三越（2012年）

銀座四丁目路口（日语：銀座四丁目交差点，ぎんざよんちょうめこうさてん）是位於日本東京都中央區銀座的一個路口。銀座地標的和光百貨和三愛夢想中心等建築位於這裡。銀座四丁目路口是中央通和晴海通的路口，至昭和初期被稱為「尾張町路口」。

## 外部連結
- 銀座4丁目交差点 （页面存档备份，存于） - 東京とりっぷ （页面存档备份，存于）内
- 銀座四丁目交差点 （页面存档备份，存于） - 銀座スタイル （页面存档备份，存于）内。定点写真を提供。
- 老舗の銀座 第1位 銀座四丁目交差点 （页面存档备份，存于） - テレビ東京『出没!アド街ック天国』2017年12月23日放送分。